# Un homme et une femme, 20 ans déjà
Un homme et une femme, 20 ans déjà is een Franse dramafilm uit 1986 onder regie van Claude Lelouch.

## Verhaal
Anne regisseert films, maar haar laatste film was een flop. Jean-Louis is nog steeds autocoureur en hij is verloofd. Op een dag neemt Anne contact op met Jean-Louis. Ze wil graag een muziekfilm maken over hun relatie. Het is geen eenvoudige klus om de sfeer van hun romance weer op te roepen in die film.

## Rolverdeling
| Acteur                 | Personage              |
| ---------------------- | ---------------------- |
| Anouk Aimée            | Anne Gauthier          |
| Jean-Louis Trintignant | Jean-Louis Duroc       |
| Richard Berry          | Richard Berry          |
| Évelyne Bouix          | Françoise              |
| Marie-Sophie L.        | Marie-Sophie           |
| Philippe Leroy         | Professor Thevenin     |
| Charles Gérard         | Charlot                |
| Patrick Poivre d'Arvor | Patrick Poivre d'Arvor |
| Thierry Sabine         | Thierry Sabine         |
| Antoine Sire           | Antoine                |
| André Engel            | Filmregisseur          |
| Robert Hossein         | Robert Hossein         |
| Jacques Weber          | Jacques Weber          |
| Tanya Lopert           | Tanya Lopert           |
| Nicole Garcia          | Nicole Garcia          |
| Isabelle Sadoyan       | de bakkerin            |
| Benoît Régent          | Verpleger              |